# SkyAlps
Sky Alps — італійська авіакомпанія, що виконує рейси в аеропорт Больцано, провінція Південний Тіроль, Італія. 
Флот авіакомпанії складається з чотирьох літаків De Havilland Canada Dash 8-400, орендованих у Chorus Aviation. 

Авіакомпанія є дочірньою компанією «Fri-El Green Power», італійської компанії, що спеціалізується на відновлюваних джерелах енергії. 

## Історія
Авіакомпанію заснував підприємець з Південного Тіролю Йозеф Гостнер, як складову «ABD Holdings», компанії, шо придбала аеропорт Больцано в уряду Південного Тіролю у 2019 році. 
 
Спочатку авіакомпанія мала намір розпочати роботу у травні 2020 року з одним щоденним рейсом між Больцано та Римом, а також подальші перельоти до Відня та Мюнхена, а також чартерні рейси до південної Італії влітку. 
Гостнер також мав плани подовжити злітно-посадкову смугу в аеропорту Больцано на 260 м, щоб дозволити більшим літакам працювати в аеропорту. 

Однак він відклав початок роботи до червня 2021 року через наслідки закриття кордонів, пов’язаних із COVID-19. 

Перші рейси авіакомпанія здійснила 17 червня 2021 року до Ольбії та Ібіци. 

30 червня запроваджено рейси між Больцано та аеропортом Берлін-Бранденбург двічі на тиждень. 

Аеропорт тимчасово призупинив роботу наприкінці 2021 року, на час подовження злітно-посадкової смуги з 1293 до 1462 м, щоб дозволити обслуговувати більші літаки.
Відновив роботу 15 грудня. 
Авіакомпанія пропонує 13 щотижневих рейсів із Больцано в рамках зимового розкладу 2021 року. 

## Напрямки
Станом на грудень 2022 року SkyAlps здійснює рейси з аеропорту Больцано до Берліна, Дюссельдорфа, Гамбурга та сезонні напрямки.  
Виконує основному рейси з упором на туристів, які подорожують на гірськолижні курорти Південного Тіролю. 

Це перша авіакомпанія, яка виконує регулярні рейси з аеропорту Больцано після того, як Darwin Airline призупинила свої рейси між Больцано та Рим-Ф'юмічіно у 2015 році, хоча з того часу Austrian Airlines виконує чартерні рейси з Больцано. 

Рейси також виконує мальтійська чартерна авіакомпанія Luxwing. 

З 21 грудня 2022 року до середини квітня SkyAlps літає між Больцано та Антверпеном. 